# Kakamega (geslacht)
Kakamega is een geslacht van vogels uit de familie vlekkeellijsters (Arcanatoridae). Het geslacht telt één soort.

## Soorten
- Kakamega poliothorax – Grijsborstlijstertimalia